# Asia (Album)
Asia ist das Debütalbum der britischen Rockband Asia, das im März 1982 erschien.

## Entstehung und Veröffentlichung
Die Erstveröffentlichung von Asia erfolgte am 8. März 1982 bei Geffen Records. Das Album erschien in seiner Originalausführung als CD (Katalognummer: 902008-2), LP (Katalognummer: GEF 85577) und MC (Katalognummer: GEF 40-85577) mit neun Titeln.
Geschrieben wurden die Lieder von den Asia-Mitglidern Geoff Downes (6 Titel), Steve Howe (5 Titel), Carl Palmer (1 Titel) und John Wetton (9 Titel), in verschiedenen Konstellationen. Für die Produktion zeichnete weitgehendst alleine Mike Stone verantwortlich. Bei den ersten beiden Liedern Heat of the Moment und Only Time Will Tell wurde er von Asia-Mitglied Downes sowie dem späteren Asia-Mitglied John Payne unterstützt.

## Hintergrund
Nach einem Versuch, bei der französischen Band Atoll einzusteigen, mit der er drei Nummern, darunter der spätere Asia-Titel Here Comes the Feeling, eingespielt hatte, ging John Wetton auf Anregung seines Managers Brian Lane mit Steve Howe ins Studio, um gemeinsam einige Lieder aufzunehmen. Als Schlagzeuger der neuen Band wurde Carl Palmer engagiert. Geoffrey Downes, der in Folge ein beständiger Autorpartner Wettons wurde, stieß als letzter zur Formation.
Aufgrund der Vermittlung ihres A&R-Repräsentanten John Kalodner hatte die neu gegründete Plattenfirma David Geffens die Band bereits unter Vertrag genommen, bevor Geffen überhaupt eine einzige Note der neuen Stücke gehört hatte. Die Arbeiten am Debütalbum begannen daher schon sehr bald, im Sommer 1981. Die Band nutzte die Londoner Townhouse Studios und die Marcus Studios. Von Anfang an war allen Beteiligten klar, dass man trotz der Vergangenheit der Musiker, die alle bei namhaften Progressive-Rock-Bands (Yes, ELP, King Crimson, UK) gespielt hatten, kein Album in diesem Stil machen wollte. Kürzere, konzisere Lieder und ein einheitlicher, geschlossener Bandsound sollten den radiotauglichen Stil der neuen Band charakterisieren.
Zunächst schrieben Wetton und Howe zusammen Stücke, darunter Cutting It Fine, Without You, Here Comes the Feeling und One Step Closer. Hinzu traten dann aber mehr und mehr Titel, die in Zusammenarbeit von Downes und Wetton entstanden, darunter Wildest Dreams, Sole Survivor, Only Time Will Tell und Heat of the Moment. Die beiden schlossen schnell Freundschaft und bildeten auch in Zukunft ein festes Autorenduo.

## Stil
Bedingt durch die Strategie Geffens, sich am amerikanischen Mainstream-Rock-Markt zu orientieren, richteten vor allem Wetton, Downes und Stone, die diese Linie unterstützten, ihr Augenmerk auf eingängige, radiotaugliche Melodien. Asia spielten auf ihrem Debütalbum den sog. Stadionrock, der unter dem Genrenamen „Adult-oriented Rock“ (AOR) im Amerika der 1980er Jahre sehr erfolgreich werden würde. Auffallend ist das große Pathos einiger Melodieerfindungen, das vor allem auf John Wetton zurückgeht (Without you, Only Time will tell) und gleichartigen Stücken der Gruppe Queen vergleichbar ist.
Stark verzerrte Gitarrenklänge, aggressives Schlagzeugspiel und andere am Hard Rock oder Heavy Metal ausgerichtete Stilelemente fehlen. Die Gitarrensounds sind klar und die vielfältigen Keyboardklänge Downes’ dominieren.
Die Lieder bewegen sich zwischen einer Länge von 3:54 (Heat of the Moment) und 5:43 (Here Comes the Feeling), was typisch für den Pop- und Rockmarkt, nicht aber für den Progressive Rock ist. Dennoch sind auf dem Album einige seiner Stilelemente zu hören, etwa ungerade Takte (Heat of the Moment beginnt in einem 10/4-Takt), rhythmische Ambiguität (der Beginn von Time Again), zahlreiche Rhythmuswechsel in kurzer Zeit (auf Time Again wechselt der Takt zwischen 4/4, 12/8, 9/8, 6/8 und 3/4, Sole Survivor beginnt mit sieben 4/4-Takten, es folgt ein 3/3-, drei 4/4-Takte, ein 5/4-Takt, dann erneut 4 gerade Takte usw.), spieltechnische Virtuosität (v. a. von Steve Howe, selten auch von Carl Palmer, vgl. wieder Time Again), das Aufgreifen von Elementen klassischer Musik (vgl. den Bolero-Teil von Cutting it fine) und eine ungewöhnliche Vielfalt an (v. a. Gitarren- und Keyboard-)Sounds (vgl. ebenfalls Bolero). Im Vergleich zu späteren Alben der Band ohne Howe fallen die vielfach gesetzten ornamentalen Akzente des Gitarristen auf, die er meist zwischen die Verse Wettons platziert.
Diese Stilelemente verschwanden auf den nachfolgenden Alben Alpha und Astra nach und nach, auf den Asia-Alben der Downes-Payne-Ära fehlen sie nahezu vollständig. Sie wurden auch auf dem Comeback-Album der Originalbesetzung Phoenix (2008) nicht wieder aufgegriffen.

## Artwork
Für die Covergestaltung engagierte man auf Anregung Steve Howes den Fantasy-Künstler Roger Dean, der bereits viele Cover für seine frühere Band Yes entworfen hatte. Das Bild stellt eine Seeschlange dar, die einer großen, silbergrauen Kugel nachjagt. Fans der Band haben in den Windungen der Schlange die Buchstaben A, S und I zu erkennen versucht, Dean bestreitet jedoch, den Bandnamen auf diese Weise bewusst in das Bild integriert zu haben.
Um jeden Bezug zu Yes zu vermeiden, entwarf Dean basierend auf der nahezu symmetrischen Form des Wortes „ASIA“ ein dreieckiges Asia-Logo, das dem runden Yes-Logo so unähnlich wie möglich war. Dieses Logo wird bis heute von der Band genutzt.

## Titelliste
1. Heat of the Moment (Downes, Wetton) – 3:54
2. Only Time Will Tell (Downes, Wetton) – 4:48
3. Sole Survivor (Downes, Wetton) – 4:52
4. One Step Closer (Howe, Wetton) – 4:18
5. Time Again (Downes, Howe, Palmer, Wetton) – 4:47
6. Wildest Dreams (Downes, Wetton) – 5:11
7. Without You (Downes, Howe, Wetton) – 5:07
8. Cutting It Fine (Downes, Howe, Wetton) – 5:40
9. Here Comes the Feeling (Howe, Wetton) – 5:43

Anmerkungen
- Heat of the Moment wurde als letztes Stück geschrieben und aufgenommen, weil John Kalodner noch eine Single von der Band haben wollte. Die Strophe stammt von Downes, der Refrain von Wetton (ursprünglich im 6/8-Takt). Steve Howe musste zu den kraftvollen Gitarrenakkorden am Beginn des Stückes erst überredet werden.
- Die Strophe von Sole Survivor geht auf Wetton zurück, der Refrain wurde von ihm und Downes komponiert.
- One Step Closer ist eine Steve-Howe-Komposition, zu der Wetton lediglich den Text beisteuerte
- Time Again ist das einzige Stück auf dem Asiadebüt, an dessen Entstehung alle vier Musiker gleichermaßen beteiligt waren.
- Wildest Dreams ist das erste einer Reihe von Antikriegsliedern, die Asia im Verlauf ihrer Karriere aufnahmen.
- Without You ist ein Wetton-Stück, das von Howe arrangiert wurde.
- Am Ende von Cutting It Fine befindet sich ein langer Keyboardteil Downes’, der aufgrund seines Bolero-Rhythmus den auf dem Album nicht verzeichneten Titel Bolero trägt.
- Here Comes the Feeling war bereits einige Zeit vor dem Asiadebüt entstanden. Die französische Progressive-Rock-Band Atoll veröffentlichte eine mit Wetton zusammen eingespielte Version auf ihrem Album Rock Puzzle (1979)
- Ride Easy wurde nur als B-Seite des ersten Single-Hits Heat of the Moment veröffentlicht, um es Schwarzkopierern schwerer zu machen, sämtliche Asia-Songs auf einer Kassette zusammenzustellen.

## Mitwirkende
- Geoffrey Downes – Keyboard, Gesang
- Steve Howe – Gitarre, Gesang
- Carl Palmer – Schlagzeug, Perkussion
- John Wetton – Bass, Gesang

## Tournee
Aufgrund des überraschenden Erfolges hatte man eine zu kurze Tour in zu kleinen Hallen gebucht. Sie dauerte lediglich von April bis Oktober 1982, und man beschloss, am Ende der Tour so schnell wie möglich wieder ins Studio zurückzukehren, um an einem Nachfolgealbum zu arbeiten, das den Erfolg des Debüts noch übertreffen sollte.

## Singleauskopplungen
| Jahr | Titel               | Höchstplatzierung, Gesamtwochen, AuszeichnungChartplatzierungen (Jahr, Titel, , Platzierungen, Wochen, Auszeichnungen, Anmerkungen) | Höchstplatzierung, Gesamtwochen, AuszeichnungChartplatzierungen (Jahr, Titel, , Platzierungen, Wochen, Auszeichnungen, Anmerkungen) | Höchstplatzierung, Gesamtwochen, AuszeichnungChartplatzierungen (Jahr, Titel, , Platzierungen, Wochen, Auszeichnungen, Anmerkungen) | Höchstplatzierung, Gesamtwochen, AuszeichnungChartplatzierungen (Jahr, Titel, , Platzierungen, Wochen, Auszeichnungen, Anmerkungen) | Anmerkungen                            |
| Jahr | Titel               | DE | CH | UK | US | Anmerkungen                            |
| ---- | ------------------- | --- | --- | --- | --- | -------------------------------------- |
| 1982 | Heat of the Moment  | DE7 (17 Wo.)DE | CH2 (10 Wo.)CH | UK46 (5 Wo.)UK | US4 (18 Wo.)US | Erstveröffentlichung: April 1982       |
| 1982 | Only Time Will Tell | DE50 (7 Wo.)DE | — | UK54 (3 Wo.)UK | US17 (14 Wo.)US | Erstveröffentlichung: Juli 1982        |
| 1982 | Sole Survivor       | DE75 (1 Wo.)DE | — | — | — | Erstveröffentlichung: 29. Oktober 1982 |

## Rezensionen
Die deutschsprachige Progressive-Rock-Webseite Babyblaue Seiten führt das Album in der Referenzliste „Leitfaden: NeoProg der 80er Jahre“, kommentiert dazu aber, dass die Nennung des Albums „eher zeitlich bedingt denn per definitionem“ erfolge und man das Album „musikalisch gesehen […] allerdings kritisch hinterfragen“ dürfe, da die Frage bestehe, „ob diese Ansammlung von Star-Musikern unter weniger kommerziellen Vorzeichen nicht etwas weitaus Interessanteres hätte auf die Beine stellen können als dieses am Mainstream orientierte Album“. Positiv wird beurteilt, das Album enthalte „melodisch schöne, wenngleich simple Bombast-Songs“.
Die britische Musikzeitschrift Classic Rock kürte das Album im Juli 2010 zu einem der 50 Musikalben, die den Progressive Rock geprägt haben.

## Kommerzieller Erfolg

### Chartplatzierungen
Asia avancierte zum Nummer-eins-Erfolg in den US-amerikanischen Billboard 200, wo es neun Wochen an der Chartspitze verweilte. Darüber hinaus erreichte es Top-10-Platzierungen in Norwegen (Rang 4), Deutschland (Rang 6) und den Niederlanden (Rang 10).
| ChartsChartplatzierungen       | Höchstplatzierung | Wochen/ Monate |
| ------------------------------ | ----------------- | -------------- |
| Deutschland (GfK)              | 6 (34 Wo.)        | 34 Wo.         |
| Österreich (Ö3)                | 13 (0,5 Mt.)      | 0,5 Mt.        |
| Vereinigte Staaten (Billboard) | 1 (64 Wo.)        | 64 Wo.         |
| Vereinigtes Königreich (OCC)   | 11 (38 Wo.)       | 38 Wo.         |

| ChartsJahrescharts (1982) | Platzierung |
| ------------------------- | ----------- |
| Deutschland (GfK)         | 17          |

### Auszeichnungen für Musikverkäufe
Das Album verkaufte sich laut Quellen über sieben Millionen Mal, davon sind 4,7 Millionen Einheiten mit Schallplattenauszeichnungen belegt.
| Land/Region                  | Auszeichnungen für Musikverkäufe (Land/Region, Auszeichnung, Verkäufe) | Verkäufe  |
| ---------------------------- | ---------------------------------------------------------------------- | --------- |
| Australien (ARIA)            | Gold                                                                   | 20.000    |
| Frankreich (SNEP)            | Gold                                                                   | 100.000   |
| Japan (RIAJ)                 | Platin                                                                 | 200.000   |
| Kanada (MC)                  | 3× Platin                                                              | 300.000   |
| Schweiz (IFPI)               | Gold                                                                   | 25.000    |
| Vereinigte Staaten (RIAA)    | 4× Platin                                                              | 4.000.000 |
| Vereinigtes Königreich (BPI) | Gold                                                                   | 100.000   |
| Insgesamt                    | 4× Gold · 8× Platin ·                                                  | 4.745.000 |